# Fiuk (distrito)
Fiuk é uma vila no distrito administrativo de Gmina Żabno, dentro do Condado de Tarnów, Voivodia da Pequena Polónia, no sul da Polônia. Ela fica a aproximadamente 5 km a leste de Żabno, 13 km a norte de Tarnów, e 73 km a leste da capital regional Cracóvia.